# Castro (Brasile)
Castro è un comune del Brasile nello Stato del Paraná, parte della mesoregione del Centro Oriental Paranaense e della microregione di Ponta Grossa.

## Geografia fisica
Si trova nel Primeiro Planalto, 988 metri sopra il livello del mare. Il clima è subtropicale umido con occasionale presenza di brina e neve, con temperature miti durante l'estate e la primavera. La temperatura media in estate è di 19,9 °C e di 12,4 °C in inverno.
La distanza della capitale dello Stato Curitiba è di 159 km.